# 神户大学
神户大学（日语：／ Kōbe daigaku */?），簡稱神大（しんだい）、神戶大（こうべだい），是一所位於日本兵庫縣神戶市的國立大學，與京都大學、大阪大學並稱「京阪神」，為關西地方三大學術重鎮之一，學術聲望與偏差值等同舊帝國大學，亦是戰前舊三商大之一暨日本經營學發祥地和“旧帝一工神”之一。教職員與畢業生涵蓋若干日本首相、諾貝爾獎得主、拉斯克獎得主以及數十名國會議員。

## 沿革

### 概況
神戶大學始建於1902年，是日本繼東京高等商業學校（現一橋大學）之後成立的第二所官立高等商業學校。如今，它已經發展成為一所設有10個學部和15個研究科的綜合性大學。神戶高商在日清戰爭後迅速成長的經濟背景下應運而生，以滿足實業界對人才的渴求。首任校長水島銕也為了使學校與東京高商區別開來，更加重視實踐性的實學教育。1949年學制改革時，神戶大學成為日本首個設立經營學部的新制大學，並設有獨一無二的海事科學部。
神戸大学的历史溯源于1902年设立的神戸高等商業学校，该校是继东京高等商业学校（现一桥大学）之后日本的第二所官立高等商业学校。原本设立的位置经过激烈的竞争，最终在1900年11月的帝国议会中，以71票对70票的微弱优势决定设在神戸。
神戸高商后升格为旧制神戸商業大学，并在1944年改名为神戸经济大学。第二次世界大战后的学制改革伴随着多所学校的合并，于1949年重组为新制的神戸大学，并成立了日本首个经营学部。此后，大学继续扩展，设立了医学部和农学部，并在2003年通过合并神戸商船大学，设立了海事科学部。神戸大学尊重各学部的独立历史，同时在2000年建成百年纪念馆，并在2002年庆祝了成立一百周年纪念。神戸大学在学术上的分类属于旧三商大，现有的经济学研究科、经营学研究科、法学研究科、国际协力研究科和经济经营研究所等均源于此。
該大學擁有學部學生11,426人，大學院學生4,444人，總共15,870人，以及常勤教員1,288人。

### 校訓與精神
神戶大學建學精神強調「學理與實際的調和」，自創校以來，本著「真摯」「自由」「協同」的精神，致力於培養能夠對社會作出貢獻的領導型人才，並成為一所在全球範圍內進行研究與教學的優秀機構。
其願景為成為一所在「先端研究與文理融合研究中閃耀著卓越光芒的研究型大學」。

### 排名與專業領域
在教育和研究方面，根據英國的大學評價機構QS世界大學排名2020年的數據，神戶大學位居第395名，亞洲排名第59。2007年，該校在理學、工學、系統資訊學、農學和海事科學等五個研究科的基礎上，建立了自然科學系的五個先進融合研究中心。
2016年，這些中心合併為「先端融合研究環」。2011年，為了集中進行先進和融合研究，神戶大學在神戶港島設立了「統合研究據點」。該大學致力於進行跨學科的研究開發和人才培養。

### 前身
- 神戶醫院：1869年开院，1876年开设医学所。
- 兵库县师范传习所：1874年開校。
- 神户高等商业学校：1902年開校，1929年改称神户商业大学，1944年改称神户经济大学。

1945年之后，以上诸源相继合流，于1949正式称为神户大学。

## 歴代校長
神戶高等商業學校
- 初代：水島銕也（日语：水島銕也）（1903年1月 - 1925年7月）
- 第2代：田崎慎治（日语：田崎慎治）（1925年7月 - 1929年3月）

神戶商業大學
- 初代：田崎慎治（日语：田崎慎治）（1929年4月 - 1942年1月）
- 第2代：丸谷喜市（日语：丸谷喜市）（1942年1月 - 1944年9月）

神戶經濟大學
- 初代：丸谷喜市（日语：丸谷喜市）（1944年10月 - 1946年3月）
- 第2代：花戶龍蔵（日语：花戶龍蔵）（1946年3月 - 1948年5月）
- 第3代：田中保太郎（日语：田中保太郎）（1948年5月 - 1949年5月）

神戶大學
- 初代：田中保太郎（日语：田中保太郎）（1949年5月 - 1953年12月） 出身部局：法學部
- 第2代：古林喜樂（日语：古林喜楽）（1953年12月 - 1959年12月） 出身部局：經營學部
- 第3代：福田敬太郎（日语：福田敬太郎）（1959年12月 - 1963年12月） 出身部局：經營學部
- 第4代：柚木馨（日语：柚木馨）（1963年12月 - 1965年11月） 出身部局：法學部
- 校長事務處理：國歳胤臣（日语：國歳胤臣）（1965年11月 - 1966年2月） 出身部局：法學部
- 第5代：八木弘（日语：八木弘）（1966年2月 - 1969年1月） 出身部局：法學部
- 校長事務處理：戶田義郎（日语：戸田義郎）（1969年1月 - 1971年2月） 出身部局：經營學部
- 第6代：戶田義郎（日语：戸田義郎）（1971年2月 - 1975年2月） 出身部局：經營學部
- 第7代：須田勇（日语：須田勇）（1975年2月 - 1981年2月） 出身部局：醫學部
- 第8代：堯天義久（日语：堯天義久）（1981年2月 - 1985年2月） 出身部局：工學部
- 第9代：新野幸次郎（日语：新野幸次郎）（1985年2月 - 1991年2月） 出身部局：經營學部
- 第10代：鈴木正裕（日语：鈴木正裕）（1991年2月 - 1995年2月） 出身部局：法學部
- 第11代：西塚泰美（1995年2月 - 2001年2月） 出身部局：醫學部
- 第12代：野上智行（日语：野上智行）（2001年2月 - 2009年4月） 出身部局：发达学部
- 第13代：福田秀樹（日语：福田秀樹）（2009年4月 - ）

## 校區
- 六甲台地区（神戶市灘區）
- 楠地区（神戶市中央區）
- 名谷地区（神戶市須磨區）
- 深江地区（神戶市東灘區）

## 學術
該大學是日本最好的大學之一，全球排名在400位以內。

## 象徴
圖像
| - 新式校徽 - 校旗 |

校歌
|                                                                 | 彩なす 翅をあげて 霊杖 遥に 東を指せば 霊しき 果実は 雲間を漏りて 秋津島根に 落つとぞ 見えし 所はここぞ 菊水かをる 湊河原の 近きほとりに かく伝はりし 天のさとしも 人はさとらで 幾年か経ね 神の息吹 のこりて 成りし 霊果 いかで 地に 朽つべき 豊栄 昇る 朝日の かげに 八州の 外の 潮風 吹きて いつしか催す 気運に 乗じ わが学校ぞ 世に 生れたる 眠る商界夢を さますべき 使命は 天の 授けし 所 此所 麻耶の 山 六甲の 峰 連り亘る 山ぶところに 数の 若鷹 はぐくまれ居て 静かにうかがう 雲の 行きかい 朝 妙なる琴のひびきは 敏馬の浜に 松を吹く風 夕やさしき 舞の姿は 芽渟の浦曲に 白帆行く影 |
| ——神户大学校歌《商神》(God of Wealth,Business/Mercurius/Hermēs) | |

## 組織

### 學部
- 经济学部
- 经营学部
- 法学部
- 文学部
- 国际人间科学部
- 理学部
- 工学部
- 农学部
- 医学部
- 海事科学部

### 大学院
- 经济学研究科　Graduate School of Economics
- 经营学研究科　Graduate School of Business Administration
- 法学研究科　Graduate School of Law
- 国际協力研究科　Graduate School of International Cooperation Studies
- 人文学研究科　Graduate School of Humanities
- 国际文化学研究科　Graduate School of Intercultural Studies
- 人间发达环境学研究科　Graduate School of Human Development and Environment
- 医学系研究科　Graduate School of Medicine
- 理学研究科　Graduate School of Science
- 工学研究科　Graduate School of Engineering
- 农学研究科　Graduate School of Agricultural Science
- 海事科学研究科　Graduate School of Maritime Sciences

## 著名教授
- 五百旗头 真 - 政治学者、法学部教授
- 吉川 元 - 法学部教授
- 小盐 隆士 - 经济学者、经济学部教授
- 石井 淳藏 - 行銷学者、經營学部教授
- 加护野 忠男 - 经济学者、经营学部教授
- 金井 寿宏 - 经济学者、经济学部教授
- 井川 一宏 -　经济经营研究所教授、日本经济学会原会长
- 松田 卓也 -　天文学者、理学部教授